# Paolo Panerai
Paolo Panerai (Milano, 12 febbraio 1946) è un giornalista, editore e dirigente sportivo italiano.

## Biografia
Nato a Milano da una famiglia di origine fiorentina, dopo gli studi in giurisprudenza all'Università di Genova scrive per Il Secolo XIX. Nel 1969 passa al settimanale Panorama, rivista edita all'epoca dalla Mondadori. Nel 1976 assume la direzione del Mondo, edito dalla Rizzoli, e nel 1979 lo trasforma da settimanale di attualità a settimanale economico e politico. 
Nel 1979 fonda «Domini Castellare di Castellina», un gruppo di quattro aziende vinicole che comprende Castellare di Castellina nel Chianti Classico, Rocca di Frassinello in Maremma in Toscana, Feudi del Pisciotto a Niscemi e Gurra di Mare a Porto Palo di Menfi, in Sicilia.
Nel 1980 fonda il mensile Capital; fonda poi altre due nuove testate, Auto Capital e Linea Capital, di cui detiene il 10% del capitale. Nel 1986 lascia il gruppo Rizzoli, cede le sue quote e si mette in proprio. Fonda quindi Class Editori: da allora è amministratore delegato della casa editrice. Nello stesso anno nascono Class, mensile concorrente di Capital, il settimanale Milano Finanza, e l'agenzia giornalistica MF Dow Jones.
Dalla stagione 2009/2010 fino alla stagione 2018/2019  è uno dei dirigenti della Fiorentina. Dalla stagione 2011/2012 viene nominato vicepresidente della Fiorentina.

## Riconoscimenti
Il 31 maggio 2003 è insignito dell'onorificenza di Cavaliere del lavoro.

## Opere principali
- Il crack: Sindona, la DC, il Vaticano e gli altri amici (con Maurizio De Luca), Milano, Mondadori, 1977
- Come guadagnare in tempi d'inflazione (con Enrico Morelli), Milano, Sperling & Kupfer, 1982
- Orsi & tori: venti anni di finanza (e malafinanza) italiana, Milano, Milano finanza, 2006
- Lampi nel buio: i retroscena della finanza e dell'economia italiana dal dopoguerra a oggi, Milano, Mondadori, 2010